# La Roseraie (Angers)
Pour les articles homonymes, voir La Roseraie.
 (décembre 2014).
La Roseraie est l'un des plus importants quartiers d'Angers (Maine-et-Loire). Il compte actuellement environ 26 000 habitants répartis dans près de 8 500 logements (dont 55 % de logements sociaux). Le contexte démographique (baisse du nombre de personnes par foyer) a eu pour conséquence une diminution constante des chiffres de population depuis 1990. le passage en son cœur de la première ligne de tramway, et la restructuration urbaine de 2011 à 2013, ont permis de réorganiser les espaces publics au profit des déplacements doux et d’espaces de convivialité, redonnant un cadre de vie agréable aux habitants.
Selon l'AURA (Agence d'Urbanisme de la Région angevine), ce quartier compte 75 % de logements collectifs dont 55 % dans le parc HLM et 28 % de propriétaires (collectif privé et zone pavillonnaire).
Le quartier de la Roseraie est également grand en superficie ; malgré un contexte économique difficile et un taux de famille vivant en dessous du seuil de pauvreté qui reste important, il n'a jamais été classé en tant que zone urbaine sensible en raison de sa structuration urbaine et démographique (Conseil d'État). Anciennement en contrat urbain de cohésion sociale, le quartier est devenu un quartier prioritaire en 2015.
En effet, malgré ses atouts, le quartier a pris de plein fouet la crise économique des années 1990, avec notamment un taux de chômage fort : culminant à près de 20 %, il est deux fois plus élevé que celui de la ville d’Angers dans son ensemble, et près de 20 % des familles vivent sous le seuil de pauvreté.
Malgré la forte pauvreté et les problématiques d'incivilité urbaine, le quartier de La Roseraie affiche toujours une dynamique locale forte, grâce à l’engagement d’habitants qui restent attachés au souhait d’un « mieux vivre ensemble ».
Un angevin sur 6 habite le quartier de La Roseraie.

## Historique
Avant les années 1960, le quartier était une importante étendue agricole, consacrée principalement à l'horticulture et à la culture des légumes. La seule urbanisation existante était un ensemble d'immeubles de logements sociaux nommé « la cité Salpinte ».
Le nom de La Roseraie provient du fait que la cité Salpinte était à proximité d'un jardin avec des rosiers.
Cet historique résume les événements de la Roseraie, racontés par les journaux locaux à l'époque :
- 1965 : par arrêté ministériel du 8 juillet, la Zone à urbaniser en priorité d'Angers-Sud est créée[5], ZUP renommée par la suite "la Roseraie".
- 1966-1980 : construction du quartier (6 500 logements collectifs et individuels). Le quartier a connu son essor dans les années 1960, comme des centaines d'autres banlieues en France, grâce à la forte arrivée de l'immigration en France post-guerre. Ainsi, le quartier connaît une richesse et une mixité des cultures et des populations (Asiatiques, Maghrébins, Noirs, Européens divers, etc.).
- 1989 : ouverture du centre Jean Vilar, au cœur de la Roseraie qui comprend un centre de loisirs, une bibliothèque, un gymnase…
- 1990 : on dénombre près de 8 000 logements et 20 000 habitants[6] dans un quartier où 75 %[6] des habitations sont des logements sociaux.
- 1999 : début de la rénovation du quartier avec un budget de 140 millions d'euros[6].
- 2005 : le quartier est touché par les émeutes en banlieues de novembre 2005.
- 2008 : inauguration de l'espace du bien-vieillir Robert-Robin.
- 2011 : la ligne A du tramway d'Angers passe par la Roseraie.

## Urbanisme et Localisation

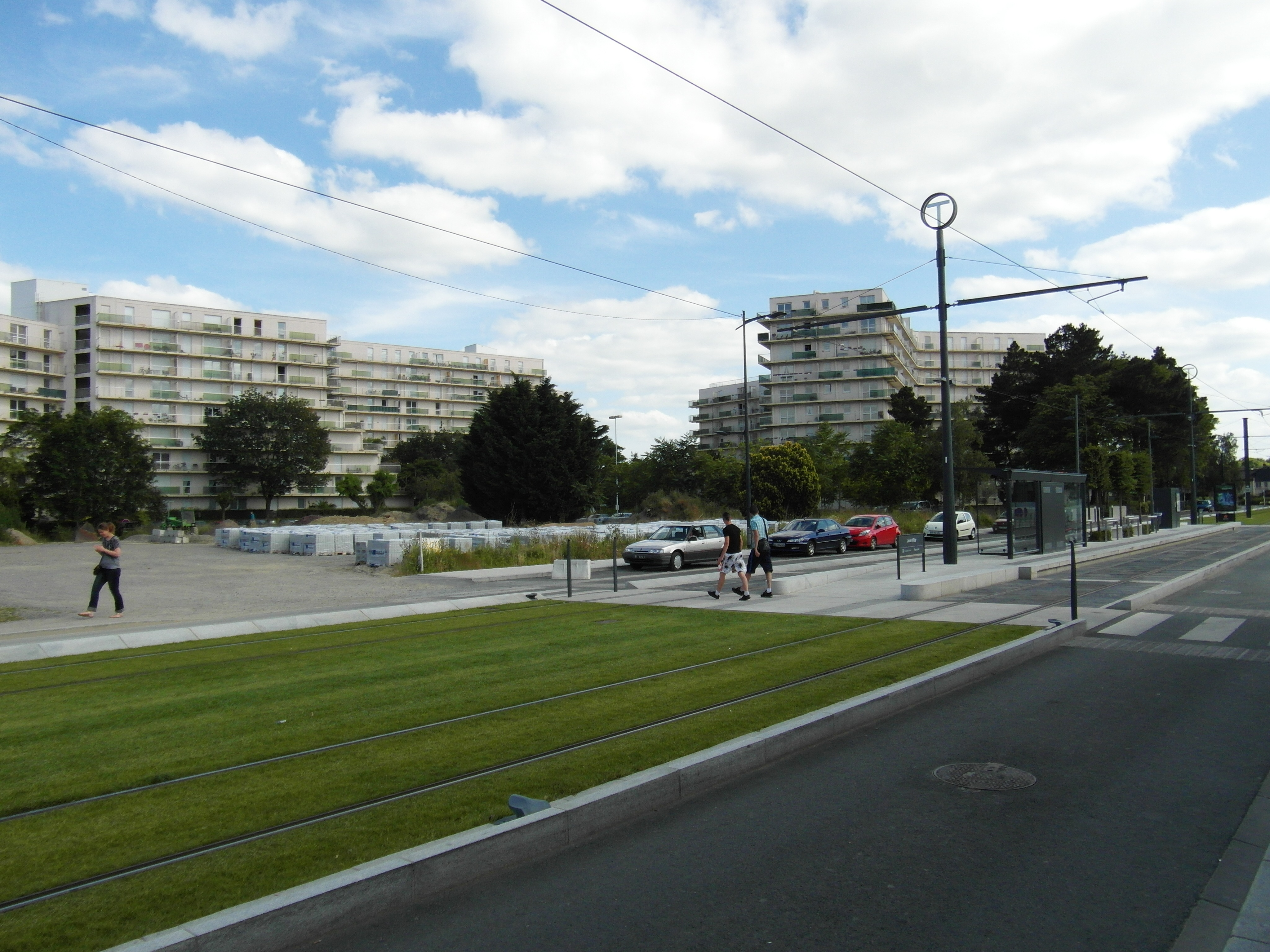
Quartier Jean Vilar.

On compte environ 75 % de logements collectifs dont 55 % de logements populaires situés dans le parc social et 25 % de logements pavillonnaires[réf. nécessaire]. La Roseraie est très urbanisée, avec une minorité d'espaces verts.
Les boulevards sont nombreux dans le quartier ; du fait de leur forte fréquentation, Angers Loire Métropole a voté le principe d'une « Liaison Sud » pour compléter la ceinture routière d'Angers et dont le Conseil Général sera le Maître d'Œuvre. Les opposants à ce projet sont nombreux dans le quartier, estimant qu'il en perturberait l'équilibre général[réf. souhaitée].

## Scolaire
Le quartier dispose d'importantes infrastructures scolaires : 8 groupes scolaires, 3 collèges, 1 lycée professionnel et 1 lycée général, technologique et professionnel (ce lycée est situé à la frontière entre La Roseraie et le quartier La Fayette).
D'après la mairie d'Angers, 40 % des élèves entrant en 6e dans le quartier auraient un retard scolaire, contre une moyenne de 25 % dans tout le département.

### Établissements scolaires du second degré
- Collège Jean Vilar (270 élèves) ;
- Collège Jean Mermoz (400 élèves) ;
- Collège Privé de L'Immaculée Conception (250 élèves) ;
- Lycée des métiers Chevrollier (général, technologique, professionnel) (près de 2 500 élèves) ;
- Lycée Professionnel de La Roseraie.

Le projet du Conseil Général qui consistait à fermer le Collège Jean Vilar à l'horizon 2012 pour y transplanter tous ses élèves au Collège Jean Mermoz a été abandonné, face aux nombreux opposants.

## Services publics
- Relais Mairie
- Bureau de police
- Bibliothèque
- Espace du bien vieillir Robert Robin
- Foyer Jeunes Travailleurs Jean Vilar
- CAF
- Crèche
- CPAM (Caisse primaire d'assurance maladie)
- Pôle emploi (antenne)
- Assedic
- Mission locale (antenne)
- Maison Départementale des Solidarités- Conseil départemental 49
- Bureaux de Poste (Bamako et Lorette)

De plus, on compte près de 120 associations à La Roseraie.

## Sécurité
- La Roseraie dépend principalement du Centre de Secours Angers-Académie.

## Secteurs
- Jean Vilar
- Jean XXIII
- Orgemont
- Morellerie
- village d'anjou
- Beauval
- La Baumette
- les caleïd
- Salpinte

Les logements sociaux se situent aux alentours de l'axe Jean XXIII, avec également Orgemont et Beauval, tandis que les maisons et pavillons se trouvent plutôt vers les boulevards Bédier et d'Arbrissel.

## Culte religieux
- Les musulmans n'ont pas de lieu de prière officiel dans le quartier de la Roseraie (un local municipal est utilisé comme lieu de culte, mais il appartient officiellement à la commune d'Angers), le plus proche étant la Mosquée Aksemseddin, dans le quartier des Justices[8]
- Les chrétiens peuvent se rendre à l'église de Saint-Martin-des-Champs.
- Les juifs n'ont qu'un seul lieu de prière à Angers, situé dans le quartier de la Doutre[réf. nécessaire].

## Santé
La Clinique de l'Anjou est l'un des deux pôles hospitaliers privés de l'agglomération angevine. Toutes les disciplines médicales y sont représentées. Elle dispose en outre des dernières technologies en matière d'imagerie médicale (IRM, tomodensitométrie, etc.) et d'un centre d'hémodyalise. Elle est le deuxième pôle d'accueil des urgences médicales de l'agglomération et est située au sud-est du quartier.

## Emploi
Les principaux emplois sont concentrés à l'est dans la ZAC d'Orgemont. À côté de grands immeubles de bureaux (Axa), de centres d'appels et du siège du Courrier de l'Ouest, la principale entreprise est Valeo, usine spécialisée dans l'équipement automobile. Une entreprise pharmaceutique, Farmea Angers, y est également implantée. L'INSEE estime à près de 18 % le taux de chômage au quartier de la Roseraie, contre moins de 10 % pour Angers au total.

## Équipements culturels
- Centre Jean Vilar : construit vers 1989, il a été restructuré en 2009[9].
- L'ancien Couvent des Cordeliers d'Angers situé à La Baumette, lieu d'expositions artistiques et culturelles.

## Médias
- Le Courrier de l'Ouest (siège social) dans la ZAC d'Orgemont
- Virgin Radio Angers dans la ZAC d'Orgemont

## Commerces

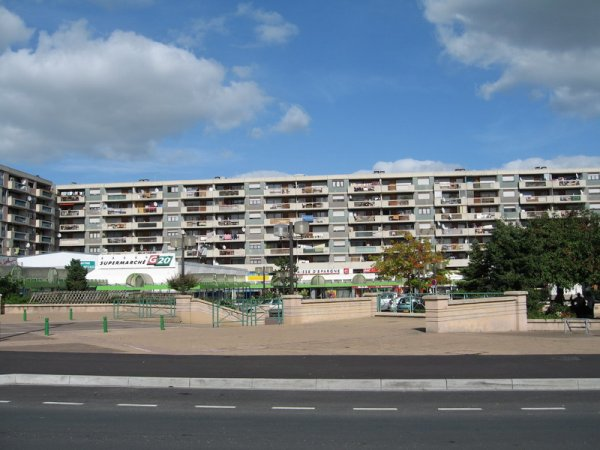
Barre Jean avant la rénovation de la place en 2011.

- Centre commercial L'Esplanade : le 5e centre commercial d'Angers. Il regroupe environ 40 commerces dont une majorité de banques, quelques moyennes surfaces spécialisées essentiellement dans l'équipement de la personne (Gémo, La Halle...), des restaurants rapides (McDonald's, À la bonne heure), le tout autour d'un hypermarché Intermarché.
- Centre commercial Jean XXIII : supermarché U Express et commerces de proximité (pharmacies, boulangerie, Caisse d'Epargne, coiffeurs, bar, kebabs...)
- Centre commercial Jean Vilar : supérette Carrefour express et commerces de proximité (fleuriste, pharmacie, boulangerie...)
- Centre commercial Lorette : supérette Carrefour express et commerces de proximité (coiffeur, boulangeries, pharmacie, fleuriste, banques, location DVD, bar).
- Marché tous les samedis matin place Jean XXIII.
- Marché aux huîtres, au centre commercial Lorette.

## Espaces verts
La Roseraie est agrémenté de plusieurs espaces verts (mais peu par rapport à d'autres quartiers), dont le Parc de l'Arboretum Gaston-Allard et le Parc du Hutreau majoritairement situé sur la commune de Sainte-Gemmes-sur-Loire. Le parc de l'Arboretum s'étend sur 7 hectares, on y découvre des espèces rares et variées dans des espaces thématiques divers (allée des chênes, Jardin d'Essais, Jardin des Ombrages...).
De plus, le quartier bénéficie d'un jardin public, proche de la Place Jean Vilar, nommé le Parc des Collines, appelé tout simplement Les Collines par les habitants du quartier.

## Sport
- Une piscine municipale couverte,
- Trois stades,
- Deux gymnases,
- Le siège d'Angers SCO est installé boulevard Jacques Portet.
- Sièges de l'association des jeunes de la Roseraie, AJR

## Transports urbains

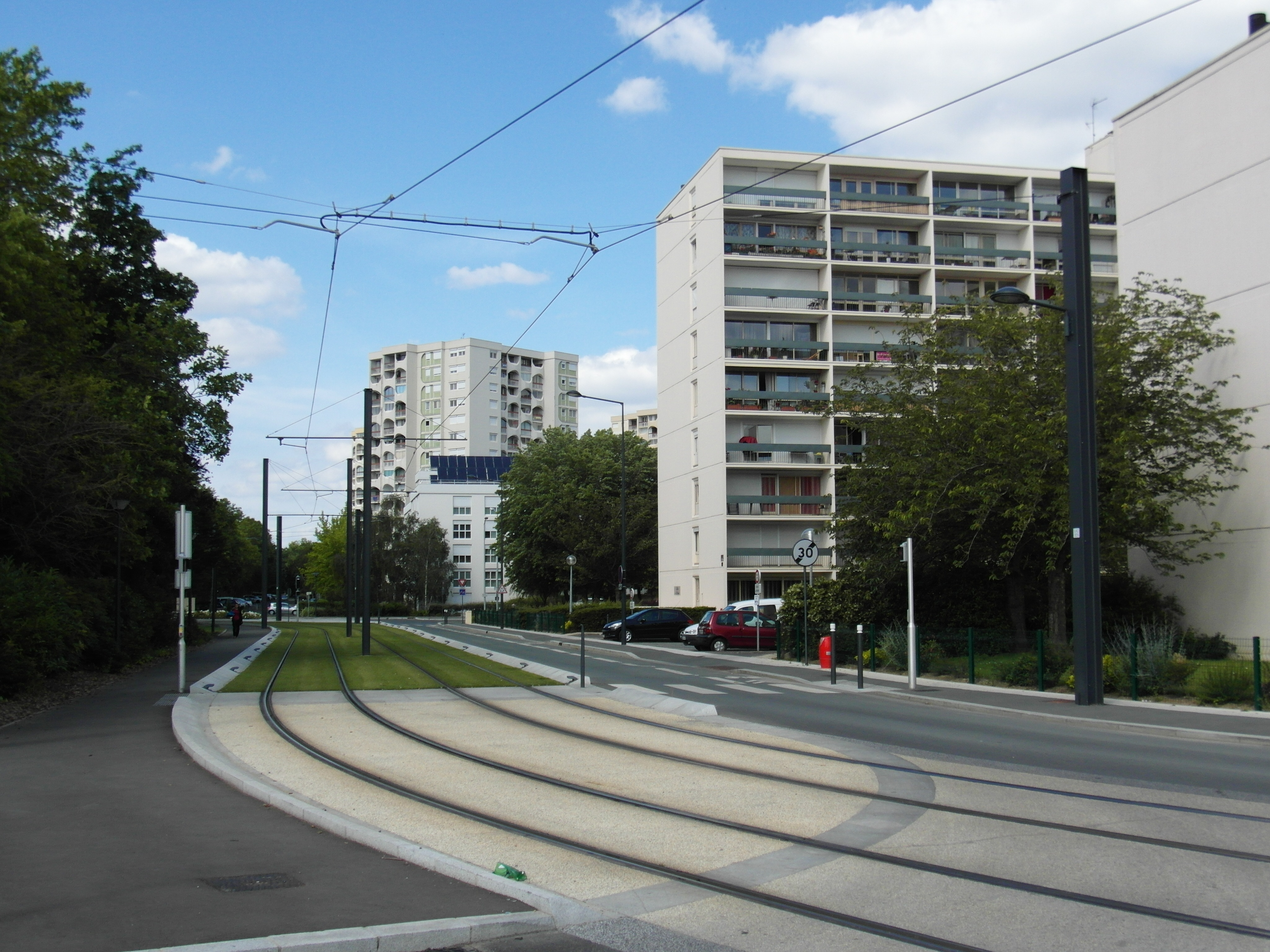
La plate-forme du tramway, le long des immeubles de La Roseraie.

La Roseraie est desservie par le réseau Irigo, avec, depuis juin 2011, la ligne A du tramway d'Angers et trois lignes de bus qui traversent le quartier : ce sont les lignes 5, 10, 11.
En effet, depuis juin 2011, le tramway passe dans ce quartier, qui est d'ailleurs le terminus de la ligne A. Un parking-relais, situé près du terminus, permet aux automobilistes de délaisser leur voiture au profit du tramway.
La Roseraie est en moyenne à 20 minutes du centre-ville en bus, 15 minutes en tramway.
C'est donc en partie grâce aux travaux du tramway que tout le quartier subit une mutation : ravalements de façades, voiries rénovées, nouvelles habitations HLM construites... Tout cela fait partie du plan de rénovation urbaine.

## Grandes artères
- Avenue Jean XXIII
- Boulevard Joseph Bédier
- Avenue Winston Churchill
- Boulevard Robert d'Arbrissel
- Boulevard Jacques Portet
- Boulevard Eugène Chaumin
- Boulevard de l'Abbé Chauvat
- Boulevard Albert Blanchoin
- Avenue De Lattre de Tassigny
- Place Jean Vilar
- Place Jean XXIII
- Place du Maréchal Juin

## Personnalités liées au quartier
- Sofiane Boufal, footballeur international marocain, a grandi dans le quartier de la Roseraie et a évolué à l'Intrépide Angers Football[10],[11].
- Steve Savidan, footballeur.
- Frédéric Béatse, ancien maire d'Angers.
- Valérie Trierweiler, journaliste, est née dans ce quartier avant de déménager à Monplaisir[12].
- Vincent Manceau, footballeur professionnel à Angers SCO, a évolué quelques années à l'Intrépide d'Angers Football en jeune, avant d'intégrer le club de Ligue 1. Sa mère, Fabienne Manceau, est d'ailleurs l'actuelle présidente de l'intrépide d'Angers Football.
- Les Thugs, groupe de punk, rock alternatif[13].

## Photos

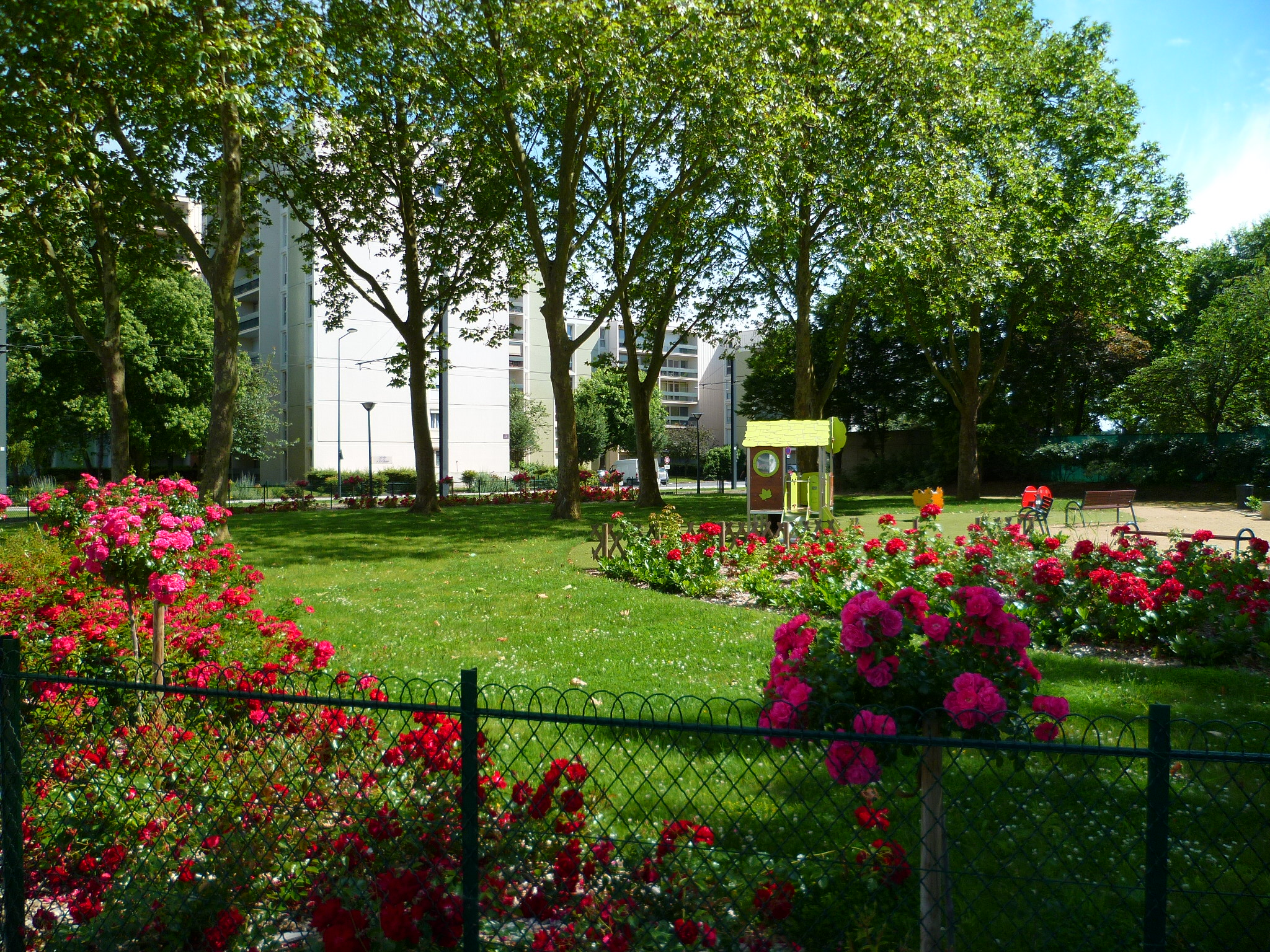
Place Jules Verne.
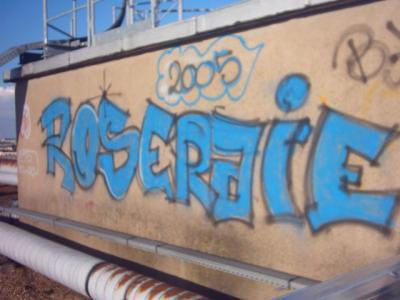
Roseraie sur un mur du quartier.
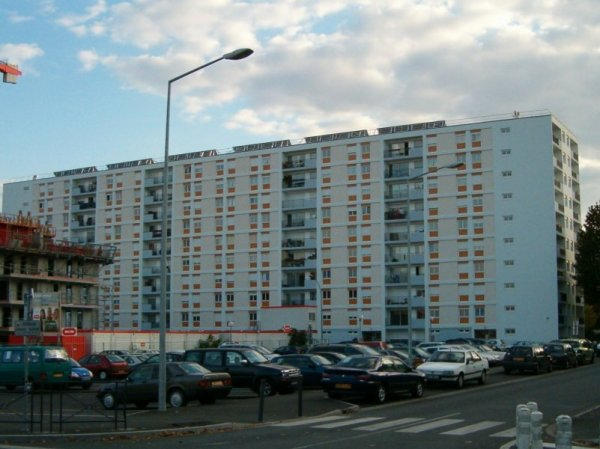
Immeuble place Jean XXIII avant les campagnes de rénovation des années 2010.
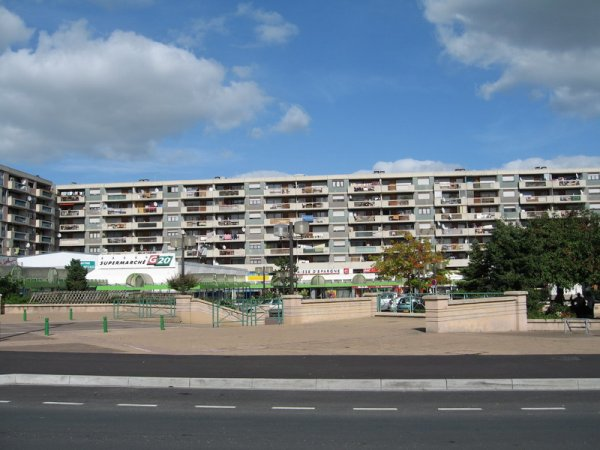
Centre commercial Jean XXIII.